# Listă de filme franceze din 2000
Aceasta este o listă de filme franceze din 2000:
| 2000                         |                                     |                                             |                 |                                                |
| À l'attaque!                 | Robert Guédiguian                   |                                             | Drama           |                                                |
| Baise-moi                    | Virginie Despentes                  |                                             | Thriller drama  | 3 nominations                                  |
| Code Unknown                 | Michael Haneke                      |                                             |                 | Entered into the 2000 Cannes Film Festival     |
| Comedy of Innocence          | Raúl Ruiz                           | Isabelle Huppert                            | Drama           |                                                |
| Deep in the Woods            | Lionel Delplanque                   | François Berléand, Clotilde Courau          | Horror          | 1 win                                          |
| Drôle de Félix               | Olivier Ducastel, Jacques Martineau |                                             | Comedy drama    | 5 wins, 2 nominations                          |
| Esther Kahn                  | Arnaud Desplechin                   |                                             |                 | Entered into the 2000 Cannes Film Festival     |
| The Girl                     | Sande Zeig                          | Claire Keim, Agathe De La Boulaye           | Romance         |                                                |
| The Gleaners and I           | Agnès Varda                         |                                             | Documentary     | 11 wins & 2 nominations                        |
| Happenstance                 | Laurent Firode                      | Audrey Tautou, Faudel                       | Comedy drama    | 3 wins                                         |
| Harry, He's Here to Help     | Dominik Moll                        |                                             |                 | Entered into the 2000 Cannes Film Festival     |
| The King's Daughters         | Patricia Mazuy                      |                                             |                 | Screened at the 2000 Cannes Film Festival      |
| Pâques Man                   | Michel Leray                        | Loïc Houdré, Ludovic Berthillot, Lyia Terki | Horror thriller |                                                |
| Le Roi Danse                 | Gérard Corbiau                      | Benoît Magimel, Enrico Lo Verso             | History drama   |                                                |
| Sade                         | Benoît Jacquot                      | Daniel Auteuil, Marianne Denicourt          | Drama           | 2 wins & 2 nominations                         |
| Sentimental Destinies        | Olivier Assayas                     |                                             |                 | Entered into the 2000 Cannes Film Festival     |
| Signs and Wonders            | Jonathan Nossiter                   | Charlotte Rampling                          | Drama           | 1 nomination                                   |
| Sous Le Sable                | François Ozon                       |                                             |                 |                                                |
| The Taste of Others          | Agnès Jaoui                         | Anne Alvaro, Jean-Pierre Bacri              | Comedy drama    | Nominated for Oscar, +11 wins, +10 nominations |
| Taxi 2                       | Gérard Krawczyk                     | Samy Naceri                                 | Action comedy   | 1 win                                          |
| La Vache et le président     | Philippe Muyl                       | Mehdi Ortelsberg, Bernard Yerlès            | Comedy drama    | 1 win                                          |
| La Veuve de Saint-Pierre     | Patrice Leconte                     | Juliette Binoche                            | Drama           | Nomin. for Golden Globe, +2 wins, +6 nom.      |
| Water Drops on Burning Rocks | François Ozon                       |                                             | Drama           | 2 wins & 2 nominations                         |